# Ixopo
Ixopo és un poble situat en un afluent del riu Mkhomazi, a la regió de KwaZulu-Natal (Sud-àfrica), i forma part d'una important plantació de sucre i d'una àrea forestal.
Durant un temps, Ixopo va ser coneguda com a Stuartstown, després que M Stuart, magistrat resident del districte d'Ixopo, fos mort en el transcurs de la batalla d'Ingogo el 1881. El seu nom deriva de l'onomatopeia en llengua Zulu eXobo, que descriu el so que fan els bous de la zona.
Ixopo és conegut sobretot per la famosa descripció que en fa Alan Paton en les primeres línies de la seva obra Cry, The Beloved Country: "Hi ha una bonica carretera que va d'Ixopo fins als turons. Aquests turons són de pendents suaus, verds d'herba; un encant per als ulls - tant, que ningú encara no ha sabut dir-ho ni en prosa ni en vers."
El poble té dues escoltes, inclòs un institut, amb una gran proporció d'alumnes internats que provenen de pobles del voltant (tals com Bulwer, Underberg o Creighton) i que són massa petits per justificar la construcció i el manteniment d'una escola de secundària.
Des de mitjans dels anys '80 del segle xx, Ixopo té una estació de tren de la línia Umzinto - Donnybrook.
Abans i després que Sud-àfrica esdevingués una democràcia, a principis de la dècada de 1990, Ixopo va ser el centre dels enfrontaments armats entre els partits polítics del Congrés Nacional Africà i el Partit Inkatha per la Llibertat.
El Buddhist Retreat Centre, un dels majors centres budistes de Sud-àfrica, es troba a Ixopo.